# 永池筑後
永池 筑後（ながいけ ちくご）は、戦国時代の武将。相良氏、日向伊東氏の家臣。日向国の中世史料である『日向記』には“長池刑部少輔”と記載される。

## 略歴
初め肥後国の相良氏に仕えていたが、天文14年（1545年）に父と共に相良治頼の乱に加担した。しかし乱は失敗し、筑後は日向に逃亡した。
その後は日向の伊東義祐に仕え、天文20年（1551年）の目井城攻防戦で上別府宮内少輔等と共に活躍した。
晩年は肥後に戻り、球磨で余生を過ごしたとされる。